# Służba sprawiedliwości
Służba sprawiedliwości – służba stojąca w wojsku na straży wykonywania prawa, w szczególności prawa karnego wojskowego.
W skład służby sprawiedliwości wchodzą sądy wojskowe, prokuratura wojskowa i więziennictwo wojskowe. Do zadań służby sprawiedliwości należy także opiniowanie projektów aktów prawnych związanych z wojskiem, oraz udzielanie pomocy prawnej organom wojskowym.